# Charles Emile Poisot
Charles Emile Poisot   (Dijon, 7 de juliol de 1822 - Dijon, 4 de març de 1904) va ser un músic francès de la segona meitat del segle xix. Pianista, compositor i musicògraf, també va ser director del Conservatori de Dijon, on va passar la seva vida.

## Resum biogràfic

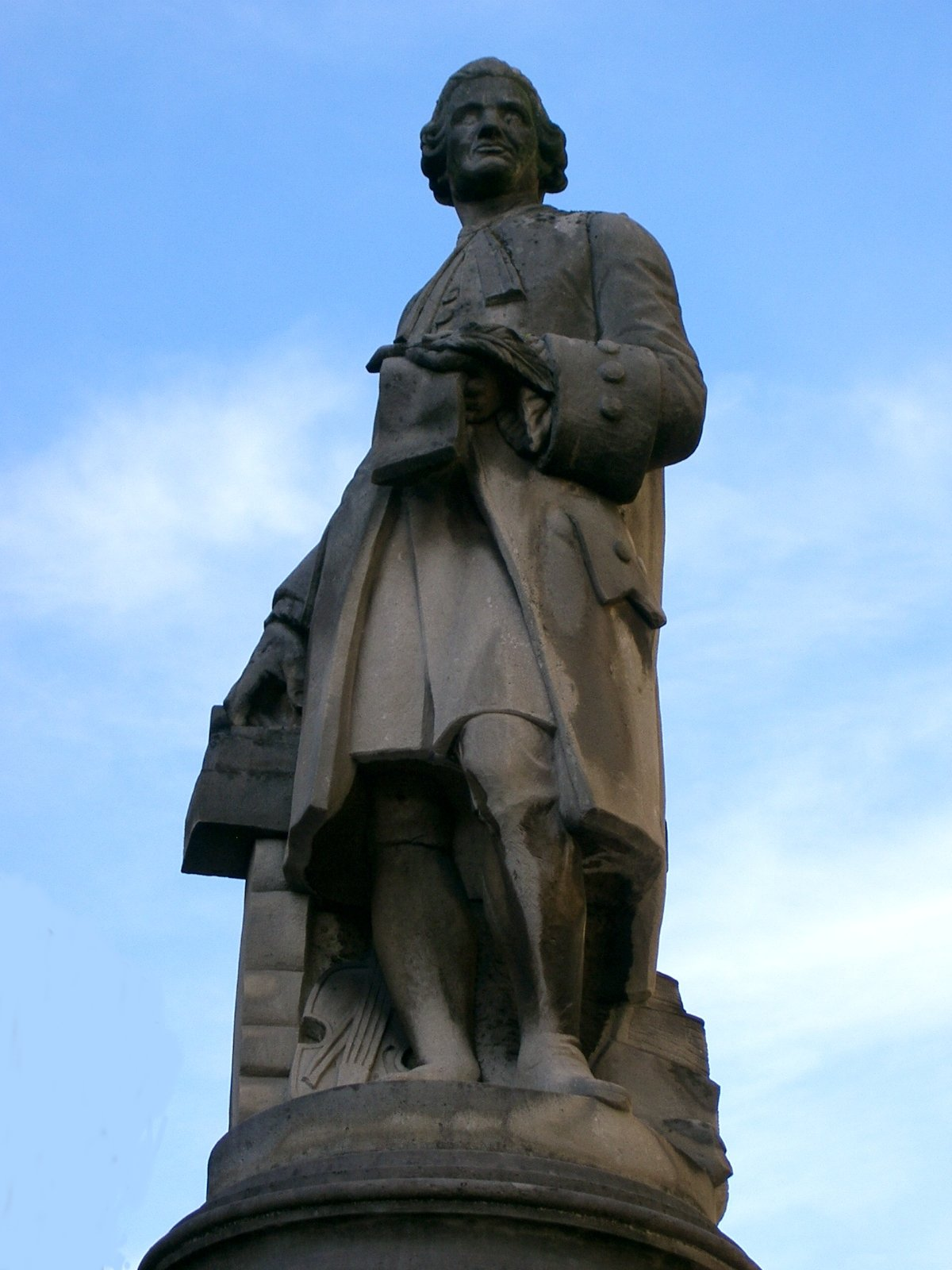
Jean-Philippe Rameau per Eugène Guillaume

Fou alumne del Conservatori de París, i el 1868 s'encarregà de reorganitzar el Conservatori de la seva ciutat natal, del que en fou nomenat director. També dirigí una societat de concerts, fundada per ell, i dona a conèixer les grans obres dels mestres de música religiosa.
Va compondre gran nombre d'obres de saló i, a més, les òperes Le Prince de Galles, Les Spendlers i Francesco; un Stabat Mater la cantata, Joana d'Arc; un Rèquiem i diversos motets.
Col·laborà en diferents diaris musicals, i publicà: Notice sur Jean Philippe Rameau (París, 1864), Cours d'harmonie, Traité de contrapoint et fugue, Essai sur les musiciens nourguignons (1854). Histoire de la musique en France (1860), i Lecture sur Mozart (1872).

## Carrera
Charles Poisot va néixer a Dijon, però la seva família es va traslladar a París el 1834. Va ingressar al Conservatori de París el 1844 on va estudiar piano amb Adam, contrapunt amb Leborne i composició musical amb Halévy fins al 1848.
El 1850, va compondre una Òpera còmica en un acte, Le Paysan, sobre un tema tradicional que barreja noblesa i amor (el llibret és de Pujol).
Va tornar a Dijon el 1852 on es va dedicar a la docència, la musicologia i la composició, continuant amb les seves interpretacions de piano. El 1868, va ser nomenat director de l'Escola Municipal de Música, el futur Conservatoire à rayonnement régional de Dijon, i va ser elegit membre de l'"Académie des Sciences, Arts et Belles-Lettres" de Dijon el 1869. Va tocar un un paper actiu en la vida cultural de la ciutat fins a la seva sobtada mort a casa seva als 81 anys.
Va fer representar les seves obres a la ciutat, va fer xerrades sobre les glòries de Borgonya (l'escultor François Rude, el poeta i dramaturg Charles Brifaut i va crear un cor d'alt nivell: "la Société des Dames". Un carrer de Dijon porta el seu nom.
Fervent admirador de Jean-Philippe Rameau, va iniciar el 1860 amb altres dijonnais (Jules Mercier, Léon Gastinel…) una campanya per aixecar una estàtua en honor al gran compositor de Dijon del segle xviii per al centenari de la seva mort. l'any 1864. L'afer es va allargar molt de temps i va ser només el 12 d'agost de 1876 que finalment es va aixecar la maqueta de l'estàtua de l'escultor Eugène Guillaume a la plaça de la Santa Capella i es va oferir un concert al Grand Théâtre amb Camille Saint-Saëns. No va ser fins al 1880 que la maqueta va ser substituïda per l'estàtua definitiva de bronze (va ser fosa pels alemanys el 1942 i substituïda per una còpia de pedra el 1950). Charles Poisot va col·laborar en la publicació de les obres de Rameau i va produir nombrosos arranjaments per a piano i cant de les seves òperes. També participà en la creació de la "Société des Compositeurs de Musique" (establerta a París el 1862).

## Obres
La seva obra musical és força abundant i variada, però no ha deixat empremta en la història de la música. Va compondre òperes còmiques al començament de la seva carrera (Le Paysan el 1850), peces religioses (una cantata, Jeanne d'Arc; motets; un Stabat Mater; un rèquiem, tres oratoris) i moltes peces per a piano (exercicis, arranjaments, cançons, melodies). i fantasies), algunes en col·laboració amb Joseph O'Kelly.
També va escriure molts textos sobre música, com el seu fullet sobre els músics borgonyons el 1854 o la seva "Histoire de la musique en France, depuis les temps les plus reculés jusqu’à nos jours (París 1860).
Musicologia
- Essai sur les musiciens bourguignons, comprenant une esquisse historique sur les différentes transformations de l'art musical en France du IXe au XIXe siècle, Dijon 1854, 56 pages.
- Histoire de la musique en France, depuis les temps les plus reculés jusqu’à nos jours, Paris 1860, 384 pages
- Notice biographique sur Jean-Philippe Rameau publiée à l’occasion de l’anniversaire séculaire de sa mort, Dijon 1864, 31 pages.
- Lecture sur les trois séjours de Mozart à Paris, 1873

Textos de temàtica regional
- Notice on sculptor François Rude, 1856
- Notice on Charles Brifaut (poet, journalist and playwright born in Dijon in 1781, died in Paris in 1857.) 1859
- De Dijon à Rome et à Naples, notes de voyage d'un musicien lues à l'Académie de Dijon, 1875

## Composicions
Òperes còmiques
- Le Paysan, 1-act òpera còmique, 1850
- Les Terreurs de M. Peters, òpera de saló, 1856

Obres religioses
- Agnus Dei per a tenor i baríton. 1855
- Paraphrase du Stabat Mater: per a Soli (soprano, viola, tenor i baix) i cor amb acompanyament d'orgue (reducció d'orquestra)
- Le Christ. Oratori en tres parts [cant i piano]. Textos dels Evangelis, 1882
- Ave Maria per mezzosoprano, 1883
- Cecilia, llegenda sagrada, 1888
- L'Apôtre Saint Jean, tercer oratori. Textos de l'Apocalipsi. 1895

Cançons
- Le Bonhomme Misère. Légende bretonne, 1853
- L'Amour, 1860
- Le Rêve à deux, poema per Marceline Desbordes-Valmore, 1868
- Les Affres de la mort. Scène pour basse, musical sobre els poemes de Théophile Gautier, 1868
- La Bourgogne, 1869

Piano music
- Fleur de mai, mazurka, 1875 i moltes altres.

Arranjaments
- Les Indes galantes: ballet heroic en 4 concerts i 1 nova entrada de Jean-Philippe Rameau; partitura reconstituïda i reduïda per a piano i veu per Jean Philippe Rameau. Charles Poisot, després de l'original de 1735.
- Hippolyte et Aricie: tragèdia lírica en 5 actes i pròleg de Rameau; Reconstruït i reduït per a piano i veu per Charles Poisot. (1882)
- Zoroastre: tragèdia lírica en 5 actes de Rameau; reconstituït i reduït per a piano i veu per Rameau Charles Poisot.
- Platée ou Junon jalouse: comèdia de ballet (bouffe) en 3 actes i pròleg de Rameau; Reconstruït i reduït per a piano i veu per Charles Poisot.[3]